# Hamburger Kessel
Der Hamburger Kessel war ein Polizeieinsatz in Hamburg am 8. Juni 1986. Auf dem Heiligengeistfeld hatte sich eine Menschenmenge gesammelt, um eine politische Demonstration durchzuführen. Die Menschen wurden von der Polizei eingekesselt und bis zu 13 Stunden lang innerhalb von Absperrketten festgehalten. Das Verwaltungsgericht Hamburg erklärte den Einsatz später für rechtswidrig.

## Ablauf
Am 7. Juni 1986 wurde ein Zug Hamburger Demonstrationsteilnehmer zum Kernkraftwerk Brokdorf im schleswig-holsteinischen Kleve angehalten. Die Polizei machte Jagd auf die Demonstrationsteilnehmer und griff deren Autos an: bei 90 Autos wurden die Reifen zerstochen, bei vielen wurde durch Knüppel Blechschäden verursacht, die ersten beiden Autos waren komplett ausgebrannt. (Für diesen Sachschaden gab es nie eine Entschädigung.) Daraufhin wurde am 8. Juni eine nicht angemeldete Spontandemonstration für „ein Recht auf Demonstration“ und „gegen Polizeiwillkür“ als Reaktion auf das Verhalten der Polizei am Vortag abgehalten.
Die Einkesselung der Demonstranten begann kurz nach 12 Uhr mittags und endete erst lange nach Mitternacht, als die letzten Menschen abtransportiert und auf Polizeiwachen in ganz Hamburg verteilt waren. Während der Einkesselung wurde zum Beispiel den Eingeschlossenen bis 17 Uhr der Gang zur Toilette verwehrt. Im weiteren Verlauf des Tages kam es rund um das Heiligengeistfeld zu schweren Auseinandersetzungen zwischen Sympathisanten der Eingekesselten und der Polizei. Innensenator Rolf Lange bezeichnete die Eingeschlossenen als „Gewalttäter“, „polizeibekannte Sympathisanten der RAF“, „Leute aus der Hafenstraße und sogenannte Autonome“. Nach anderen Darstellungen handelte es sich um einen völlig wahllos herausgegriffenen Querschnitt durch die politische Landschaft, überwiegend aus dem „gemäßigten Spektrum“. Der Polizeibericht nannte insgesamt 838 Ingewahrsamnahmen und 22 Festnahmen, allerdings nur 15 eingeleitete Ermittlungsverfahren, sieben davon wegen Verstoßes gegen das Versammlungsgesetz.
In den Abendstunden, als noch immer hunderte Menschen im Kessel festsaßen, beschlossen Taxifahrer den Eingekesselten beiseite zu stehen und boten eine kostenlose Fahrt nach Hause an. Die Polizei griff daraufhin nach 20 Minuten die ca. 30 bis 40 hupenden und blinkenden Taxis und vereinzelten Privatautos mit Gummiknüppeln an und zerstörte vereinzelt deren Scheiben.

## Folgen
Vier Tage später, am 12. Juni 1986, demonstrierten etwa 50.000 Menschen angeführt von ca. 100 Taxis gegen Polizeiwillkür in Hamburg.

### Rechtliche Folgen
Das Verwaltungsgericht Hamburg erklärte den Einsatz später für rechtswidrig. Das Urteil stellt fest, dass auch eine noch nicht zusammengetretene politische Versammlung vom Grundrecht der Versammlungsfreiheit gedeckt ist. Der Tenor des Urteils stellt insbesondere heraus:
- Die Verhinderung einer Versammlung ist, soweit nicht von den im Versammlungsgesetz vorgesehenen Instrumentarien Gebrauch gemacht wird, im Versammlungsgesetz nicht vorgesehen und damit unzulässig.
- Ebenso ist es vom Versammlungsgesetz nicht gedeckt und damit rechtswidrig, wenn die Polizei eine sich versammelnde Menschenansammlung, von der bis zu diesem Zeitpunkt keine Störungen ausgingen, umstellt, die einzelnen Teilnehmer daran hindert, den Platz zu verlassen und sie anschließend in Gewahrsam nimmt.

Die vier verantwortlichen Polizeiführer wurden vom Landgericht Hamburg wegen 861-facher Freiheitsberaubung verwarnt. Die Verurteilung zur Geldstrafe blieb vorbehalten. Das Landgericht Hamburg sprach den Eingekesselten 200 DM Schadenersatz pro Person zu.

### Weitere Folgen
Der Hamburger Kessel war Auslöser zur Gründung des „Hamburger Signals“, einer Vereinigung Hamburger Polizisten, die sich öffentlich gegen diesen Polizeieinsatz aussprachen. Aus dem Hamburger Signal ging die Bundesarbeitsgemeinschaft kritischer Polizistinnen und Polizisten hervor.